# Mollaneda
Mollaneda es un barrio del municipio de Liendo (Cantabria, España). Está situado a una altitud de 60 metros sobre el nivel del mar. Mollaneda está ubicado en un paraje en el que se encuentra la ermita de San Roque, recientemente restaurada[¿cuándo?]. En 2008, este barrio contaba con 117 habitantes (INE).